# Vathirairuppu
Vathirairuppu é uma panchayat (vila) no distrito de Virudhunagar, no estado indiano de Tamil Nadu.

## Demografia
Segundo o censo de 2001, Vathirairuppu tinha uma população de 15,999 habitantes. Os indivíduos do sexo masculino constituem 50% da população e os do sexo feminino 50%. Vathirairuppu tem uma taxa de literacia de 64%, superior à média nacional de 59.5%: a literacia no sexo masculino é de 71% e no sexo feminino é de 57%. Em Vathirairuppu, 11% da população está abaixo dos 6 anos de idade.